# Цексин
Цексин (пол. Cieksyn) — село в Польщі, у гміні Насельськ Новодворського повіту Мазовецького воєводства.
Населення — 482 особи (2011).
У 1975-1998 роках село належало до Цехановського воєводства.

## Демографія
Демографічна структура станом на 31 березня 2011 року:
|          | Загалом | Допрацездатний вік | Працездатний вік | Постпрацездатний вік |
| -------- | ------- | ------------------ | ---------------- | -------------------- |
| Чоловіки | 240     | 48                 | 171              | 21                   |
| Жінки    | 242     | 44                 | 142              | 56                   |
| Разом    | 482     | 92                 | 313              | 77                   |